# Kernelandsteorien
Kernelandsteorien (heartland-teorien) er en teori, som formuleredes af den engelske geograf sir Halford Mackinder i begyndelsen af 1900-tallet. Teorien kan sammenfattas i tre hovedpunkter:
1. Den, som styrer Østeuropa, kontrollerer kernelandet,
2. den, som styrer kernelandet, kontrollerer verdensøen,
3. den, som styrer verdensøen, kontrollerer verden.

Ifølge Mackinder kan verden inddeles i to områder: "Verdensøen" som er de sammenhængende kontinenter Europa, Asien og Afrika, og "perifere øer" som inkluderer Amerika, Australien, de Britiske øer og Japan.